# ルドルフ・カンプハウゼン
ゴットフリート・ルドルフ・カンプハウゼン（Gottfried Ludolf Camphausen、1803年1月10日 – 1890年12月3日）は、プロイセンの銀行家、政治家。同国第2代首相だった。

## 生涯
ドイツにおける1848年革命の最中、ルドルフ・カンプハウゼンは突然、ケルンの銀行員の席からベルリンの大臣の主席になった。3月29日にプロイセン王フリードリヒ・ヴィルヘルム4世にアドルフ・ハインリヒ・フォン・アルニム＝ボイツェンブルクの後任の首相として召集されたのである。ルドルフは弟のオットーの証明されたビジネスの才能を大いに利用した。一方が君主の不誠実さに直面せず、もう一方が議会における過激で進歩主義な多数派の不信に直面しなかったら、二人は成功していたかもしれない。
ルドルフとオットーはいずれも穏健なリベラルだった。王と周りの反動的な封建制派の見解に合わせるにはリベラル過ぎて、進歩主義者の性急さに対しては保守的過ぎた。ルドルフ・カンプハウゼンにこの事実を納得させるには3か月足らずで十分であり、早くも6月20日には辞表を国王に提出した。
１ヶ月後、カンプハウゼンはプロイセン代表としてフランクフルト国民議会に派遣された。ここに1849年4月まで残り、最終的に辞任してから、ケルンの銀行業務に戻り、権力と役所の魅力的な錯覚から完全に覚めた。